# Blaise Pascal
Blaise Pascal  (pronunciació en : /blɛz pasˈkal/) (Casa natal de Blaise Pascal, Clarmont d'Alvèrnia, 19 de juny de 1623 - París, 19 d'agost de 1662) fou un filòsof, matemàtic, físic, inventor, escriptor, moralista, místic i teòleg occità, considerat un dels personatges més brillants de la saviesa occidental i probablement l'únic que ocupa llocs de primera línia en els manuals de totes les disciplines que conreà.

## Infantesa a Clermont-Ferrand
Va néixer a Clarmont d'Alvèrnia el 19 de juny del 1623 en una família noble. El seu pare, Étienne Pascal, era un magistrat que treballava com a jutge vicepresident del tribunal d'impostos de l'Alvèrnia. La seva mare, Antoniette Begon, provenia d'una família burgesa acomodada. Blaise Pascal tenia dues germanes: Gilberte i Jacqueline. La primera, tres anys més gran, va publicar una biografia sobre el seu germà, després de mort. Quan va néixer Jacqueline, dos anys més petita que Blaise, la mare no aconseguí recuperar-se i morí el 1626, quan Blaise tenia tres anys.

## Dels 6 als 15 anys. París
Després de la mort d'Antoniette, la família es va establir a París. El pare es va encarregar personalment, amb gran dedicació, de la seva educació i va intentar donar-li una formació adient a la seva capacitat intel·lectual. Pascal, aviat, es va manifestar com un nen prodigi en matemàtiques. El 1635, s'inicià en la geometria i, acompanyat pel pare, va ser admès en reunions científiques. El 1637, començà a freqüentar amb el seu pare l'Académie Mersenne, on posteriorment es posarà en contacte amb René Descartes.

## Dels 15 als 25 anys. Normandia
El 1640 es traslladaren a Ruan, a la regió de la Normandia, perquè al seu pare el nomenaren cap de la recaptació d'impostos per a la Normandia. És aquí on inventà i patentà, per facilitar el treball del seu pare, la roue de Pascal o pascalina, considerada com una de les calculadores més antigues. Inicialment només s'hi podien realitzar sumes, però Pascal la va anar millorant durant els següents deu anys, fins que s'hi podien fins i tot fer restes. Als 16 anys va publicar un llibre sobre la geometria de les seccions còniques.

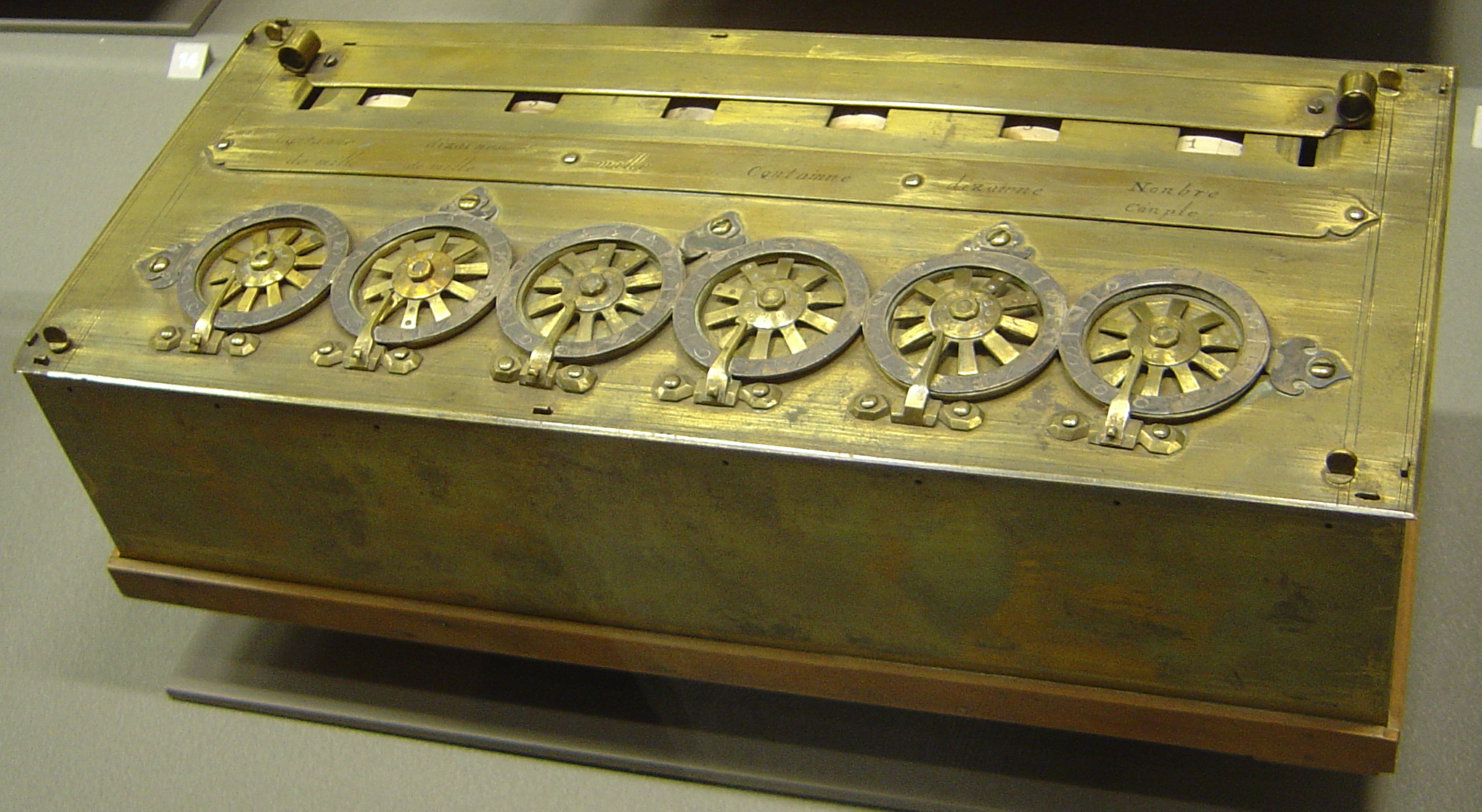
Pascalina

Pascal i la seva germana Jacqueline es movien en ambients cultes i elegants. Blaise va fer intents poètics, abonats pel dramaturg Pierre Corneille, tot i que continuava amb les matemàtiques. A l'edat de setze anys, va formular un dels teoremes bàsics de la geometria projectiva, conegut com a teorema de Pascal, descrit al seu Assaig sobre les còniques (1639). El 1641, la seva germana Gilberte es casà amb Florin Périer, ajudant del seu pare.
El 1646, durant la convalescència del seu pare després d'un accident, la família, que fins aquell moment no era gaire religiosa, es posà en contacte amb el bisbe reformista neerlandès Janseni, que defensava dins de l'Església catòlica una noció de gràcia divina basada en sant Agustí, similar a les idees de Calví. Tota la família es va fer jansenista. Fins i tot Pascal, que patia algun moment paràlisi a les cames, amb dolors permanents, interpretà la seva malaltia com un signe diví i començà a portar una vida ascètica, amb gran fervor religiós.

## Dels 25 als 31 anys. París
Es dedicà a tractar problemes fisicomatemàtics. A partir de maig del 1647, va tornar a París per viure amb Jacqueline i amb el seu pare. Va contactar amb els principals jansenistes. Pascal, però, va continuar dedicant-se a les ciències naturals i a les matemàtiques. Les seves idees no eren ben rebudes pels investigadors, entre aquests Descartes, amb qui es va reunir en diverses ocasions al setembre del 1647, a París. El 1646, va repetir amb èxit els assaigs que el físic italià Evangelista Torricelli va fer el 1643, demostrant l'existència del buit, fins aquell moment considerat com a impossible. El 1647, publicà els resultats al Traité sur le vide (Tractat sobre el buit).
El 1648 va demostrar, mitjançant un experiment, que el nivell de la columna de mercuri d'un baròmetre, el determina l'augment o disminució de la pressió atmosfèrica circumdant. Aquest descobriment va verificar la hipòtesi d'Evangelista Torricelli respecte a l'efecte de la pressió atmosfèrica sobre l'equilibri dels líquids i fonamentà la llei dels vasos comunicants. Pascal creia que el progrés humà s'estimulava amb l'acumulació dels descobriments científics.
A la primavera del 1649, els desordres de la Fronde dificultaven la seva vida a París i la família es refugià, fins a la tardor del 1650, a casa dels Périer a l'Alvèrnia. A la tardor del 1651 va morir el seu pare, Etienne Pascal, i Jacqueline s'incorporà al convent jansenista de Port Royal. Ara, per primera vegada, Pascal depenia de si mateix. Tenia una situació acomodada, era noble i va començar a freqüentar la societat de París, en què establirà amistat amb el jove duc de Roannez, amb el qual compartiria interès per la filosofia. Aquest el va portar de viatge amb els seus amics lliurepensadors, entre els quals Chevalier de Méré, fet que provocà que Pascal s'introduís en la filosofia moderna. També freqüentava el saló de madame de Sablé, que li obrí el món de les belles arts. Pensà fins i tot a casar-se, però mai ho va arribar a fer.
Altres de les contribucions científiques importants de Pascal són la deducció de l'anomenat principi de Pascal, en el qual es basa el funcionament d'una premsa hidràulica i que estableix que els líquids transmeten pressions amb la mateixa intensitat en totes les direccions i sentits, i les seves investigacions sobre les quantitats infinitesimals. El 1653, va escriure un tractat sobre la pressió atmosfèrica en el qual, per primera vegada en la història de la ciència, es feia una descripció completa de la hidroestàtica.
Amb els seus nous coneguts, especialment amb Chevalier de Méré, també mantenia discussions sobre com guanyar en els jocs d'atzar. Això el portà, el 1653, a dedicar-se a la teoria de la probabilitat. Més tard, el 1654, juntament amb el matemàtic francès Pierre de Fermat, Pascal va formular la teoria matemàtica de la probabilitat, en el Traité de triangle arithmérique i en el Traité des ordres numèriques, que ha arribat a ser de gran importància en estadística, matemàtiques i ciències socials, així com un element fonamental en els càlculs de la física teòrica moderna.

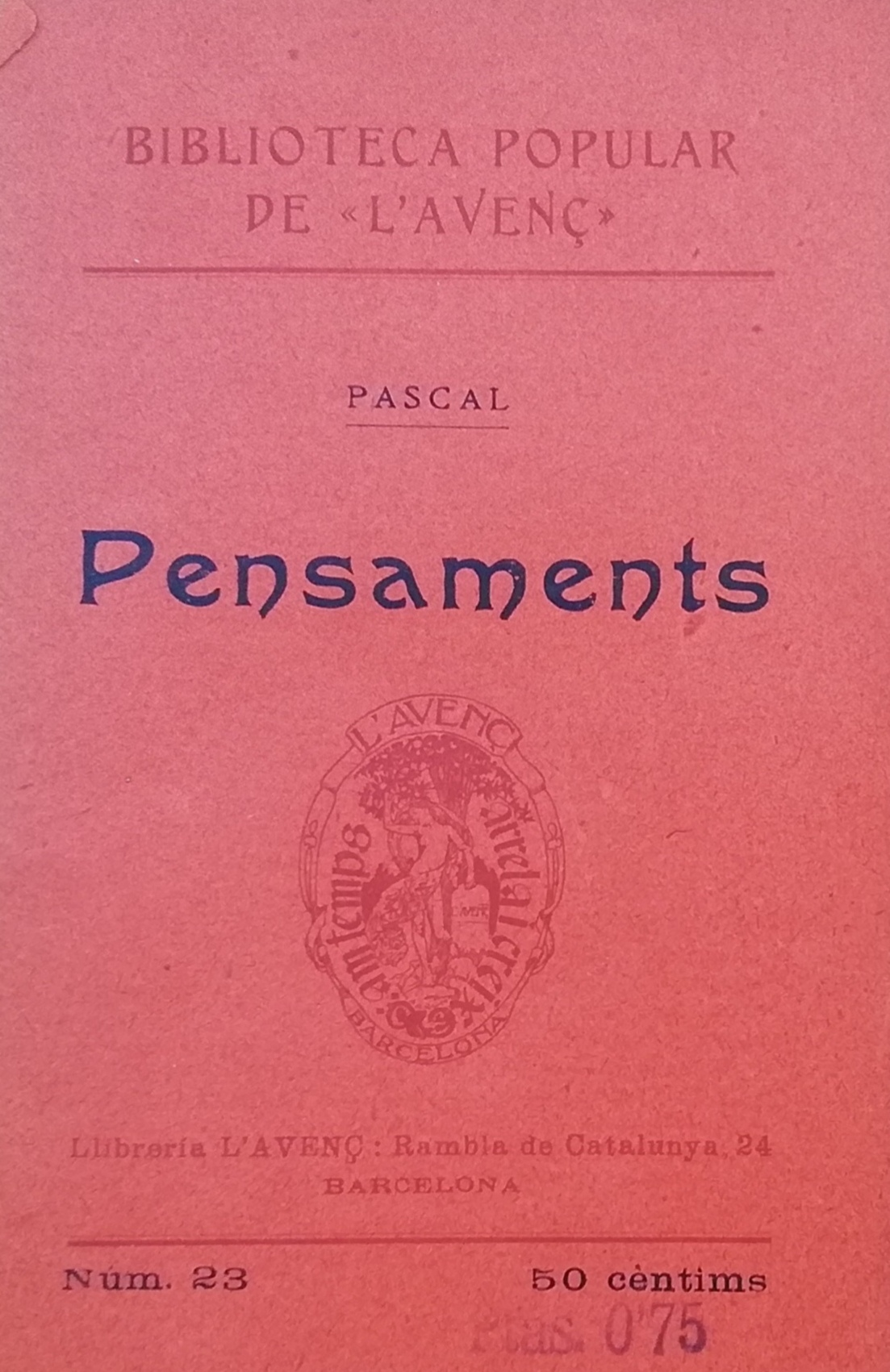
Edició de l'any 1904 dels Pensaments (Pensées) de Pascal, en la traducció de Manuel de Montoliu, publicat a Barcelona dins la col·lecció Biblioteca Popular de L'Avenç

## Dels 31 als 39 anys. Port-Royal
A la tardor del 1654, Pascal va patir un trastorn depressiu. Va tornar a apropar-se a Jacqueline. La visitava amb freqüència al convent i es va mudar a un altre barri per allunyar-se dels seus amics. Va continuar treballant, però, en qüestions matemàtiques i científiques. El 23 de novembre del 1654, es va salvar de morir en un accident al Pont de Neuilly amb la carrossa on anava. Durant la nit, va tenir una experiència religiosa i ho va plasmar en un full que encara avui es conserva, titulat Mémorial. Va desaparèixer de la societat parisenca i es retirà al convent jansenista de Port-Royal des Champs. Començà a redactar escrits de motivació religiosa i teològica.
El 1655, expulsaren el seu amic Antoine Arnauld, de la Sorbona de París i Pascal redactà una sèrie d'escrits satírics anònims. Es tracta de 18 cartes suposadament escrites per un personatge fictici anomenat Montalte, dirigides al provincial dels jesuïtes, en què critica les maneres de fer d'aquesta congregació. Els jesuïtes van mantenir el control de la situació amb l'ajut del rei i del papa, enfosquint els següents anys de la vida de Pascal.
Davant d'aquesta situació, el 1658, va començar a treballar de manera més sistemàtica una gran apologètica de la religió cristiana. Publicà Écrits sur la grâce (Escrits sobre la gràcia), en què explicava la noció jansenista de gràcia de sant Agustí.
Però, a més del seu treball religiós, va fer estudis matemàtics, i el 1658 va calcular la superfície sota la cicloide amb els mètodes de Cavalieri, així com el volum del sòlid de rotació que resulta d'una rotació de la cicloide al voltant de l'eix de les x.
El 1659, va aparèixer el seu escrit Traité des sinus des quarts de cercle (tractat dels sinus dels quadrants circulars), obra que permetria a Leibniz donar un impuls decisiu per a desenvolupar el càlcul infinitesimal.
La seva salut deteriorada empitjorà ràpidament, també a conseqüència de la seva manera de viure, extremament ascètica. Tot i això, el 1659, va ser membre d'un comitè que intentava posar en marxa una nova traducció de la Bíblia.
El 1660, va passar mesos de convalescència en un palauet de la seva germana gran, a prop de Clermont-Ferrand.
A principis de 1662, amb el seu amic Roannez fundà una empresa de carrosses, Les Carosses à Cinq Sous ('Les carrosses a cinc sous'), marcant l'inici del sistema d'autobús tirat per cavalls amb ruta regular, horari i tarifes a París, que funcionà uns anys.
Al mes d'agost, va caure greument malalt i va vendre els seus béns per a caritat. Va morir a l'edat de 39 anys. La seva germana Jacqueline traspassà un any més tard, a la casa dels Périer a París. A conseqüència de la seva mort, no va poder acabar la gran Apologètica que pensava escriure. Només en va deixar notes i fragments, que el 1670 van ser la base per a la primera edició de Pensées (Pensaments).
La unitat derivada del SI (Sistema Internacional d'Unitats) per mesurar la pressió s'anomena pascal (símbol: Pa) en el seu honor. És equivalent a un newton per metre quadrat (N/m2).

## Sentències
- "El cor té raons que la raó desconeix."[4]
- "L'home és una canya, la més feble de la natura, però és una canya pensant."[4]
- "L'home està disposat sempre a negar tot allò que no comprèn."
- "L'home se supera a si mateix infinitament perquè sempre està en camí cap a la plenitud infinita."
- "L'home, per naturalesa, és crèdul, incrèdul, tímid i temerari."
- "L'home té il·lusions com l'ocell ales. Això és el que el sosté."
- "La grandesa de l'home és gran pel fet que ell es coneix miserable."[4]
- "Que és l'home dintre de la natura? Un no-res respecte de l'infinit, un tot respecte del no-res, un entremig entre res i tot."[4]
- “Si no actues com penses, acabaràs pensant com actues.”
- “Val més saber alguna cosa de tot, que saber-ho tot d'una sola cosa.

## Traduccions catalanes
- Pensaments i opuscles. Traducció de Pere Lluís Font. Martorell: Adesiara Editorial, 2021.
- Provincianes. Traducció de Pere Lluís Font. Martorell: Adesiara Editorial, 2024.